# Virescentia
Virescentia, rod slatkovodnih crvenih algi iz porodice Batrachospermaceae, dio reda Batrachospermales. Rod je opisan 2018. godine izdvajanjem vrsta iz roda Batrachospermum.

## Vrste
1. Virescentia crispata (Kumano & Ratnasabapathy) Necchi, D.C.Agostinho & M.L.Vis
2. Virescentia gulbenkianum (Reis) Necchi, D.C.Agostinho & M.L.Vis
3. Virescentia helminthosa (Bory) Necchi, Agostinho & M.L.Vis - tip
4. Virescentia viride-americana Necchi, D.C.Agostinho & M.L.Vis
5. Virescentia viride-brasiliensis (Necchi & Agostinho) Necchi, M.L.Vis & D.C.Agostinho
6. Virescentia vogesiaca (T.G.Schultz ex Skuja) Necchi, D.C.Agostinho & M.L.Vis